# تشيما دي بارنا
تشيما دي بارنا (بالإنجليزية: Cima de Barna)‏ هو أحد جبال سلسلة جبال الألب ليبونتيني ويقع في كانتون غراوبوندن في سويسرا. يحتل المرتبة رقم 256 في قائمة جبال سويسرا من حيث الارتفاع، إذ يبلغ ارتفاعه حوالي 2862 متر، بينما يبلغ ارتفاع نتوء الجبل 314 متر.